# Abbot (Maine)
Abbot – miasto w Stanach Zjednoczonych, w stanie Maine, w hrabstwie Piscataquis.